# Nombre de Morton
Le nombre de Morton {\displaystyle \left({M\!o}\right)} est un nombre adimensionnel utilisé en mécanique des fluides pour la description des écoulements à phase dispersée, en particulier dans le cas de l'étude des déformations des bulles dans un fluide porteur.
L'éponyme du nombre de Morton est Rose K. Morton-Sayre (1925-1999).
Le nombre de Morton est défini de la manière suivante :
{\displaystyle {M\!o}={\frac {g\mu _{l}^{4}}{\rho _{l}\sigma ^{3}}}},
avec :
- {\displaystyle g} : accélération de la pesanteur [m/s2] ;
- {\displaystyle \mu _{l}} : viscosité dynamique du fluide [Pa s ou kg/m/s] ;
- {\displaystyle \rho _{l}} : masse volumique du fluide [kg/m3] ;
- σ : tension superficielle [N/m].

Le nombre de Morton est relié aux trois nombres de Froude {\displaystyle \left({Fr}\right)}, de Reynolds {\displaystyle \left({Re}\right)} et de Weber {\displaystyle \left({W\!e}\right)} par :
{\displaystyle {M\!o}={\frac {{W\!e}^{3}}{{Fr}^{2}{Re}^{4}}}}.